# Albert Gebhard (Maler)

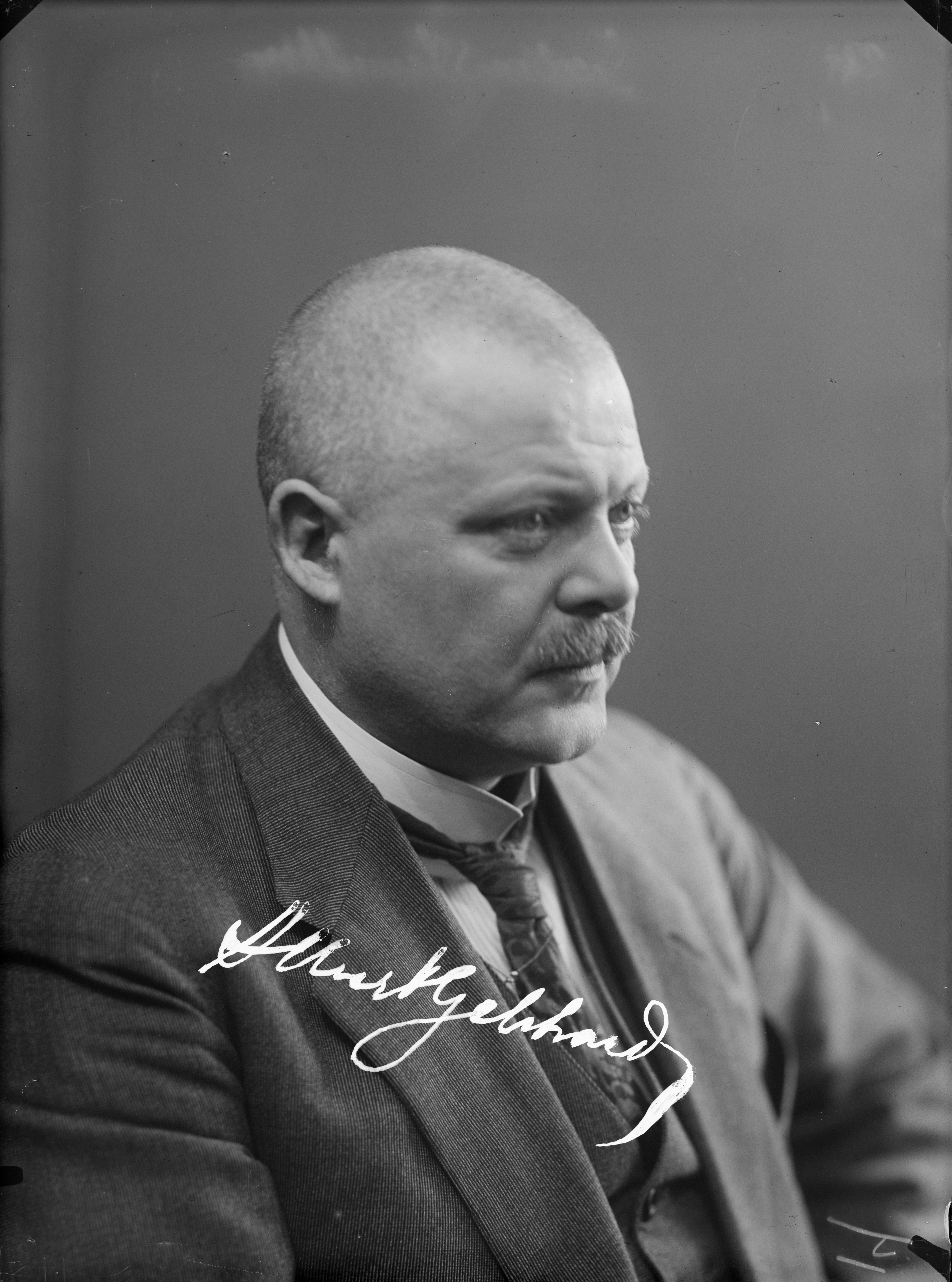
Albert Gebhard

Albert Gebhard (russisch Альберт Гебхард; * 17. Apriljul. / 29. April 1869greg. in Toholampi, Großfürstentum Finnland; † 15. Mai 1937 in Helsinki) war ein russisch-finnischer Maler.

## Leben
Gebhards deutscher Großvater Johann Christian Gebhard (1786–1852) war Orchestermusiker in St. Petersburg und Wyborg und leitete dann das Militärorchester in Tavastehus. Gebhards Großonkel Friedrich Albert Gebhard war Schauspieler und Dramatiker in St. Petersburg und Moskau.
Gebhard studierte an der Kunstakademie Helsinki (1887–1889), in Paris bei Fernand Cormon (1890–1891), in Florenz an der Scuola Libera (1897–1898) und schließlich an der Académie Julian (1898). Er beteiligte sich 1898 an der Ausstellung der russisch-finnischen Künstler in St. Petersburg. Er nahm an der Weltausstellung Paris 1900 teil und erhielt eine Auszeichnung für das Wandbild Flößen. Er war 1907 auf der Ausstellung in Berlin und 1914 auf der Ostsee-Ausstellung in Malmö vertreten.
Gebhard arbeitete in Helsinki als Lehrer und Direktor der Zeichenschule der Finnischen Kunstvereinigung. Unter Gebhards Leitung wurde 1933 die Finnische Assoziation der Künstler gegründet.
Gebhard starb in Helsinki und wurde auf dem Friedhof Hietaniemi begraben.
Gebhards Vetter war der Ökonom Hannes Gebhard.

## Werke

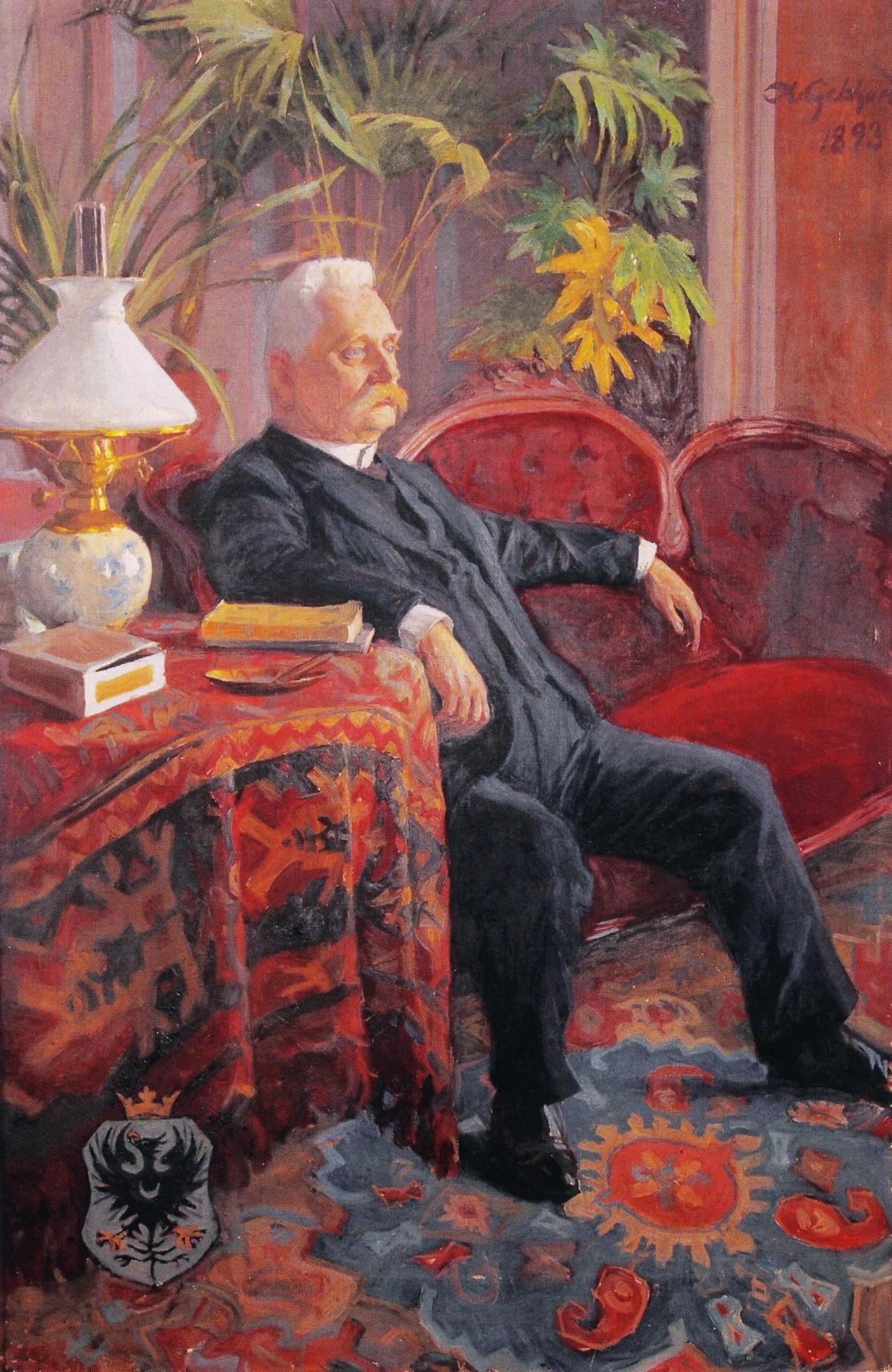
Anders Gustaf Ramsay (1893)
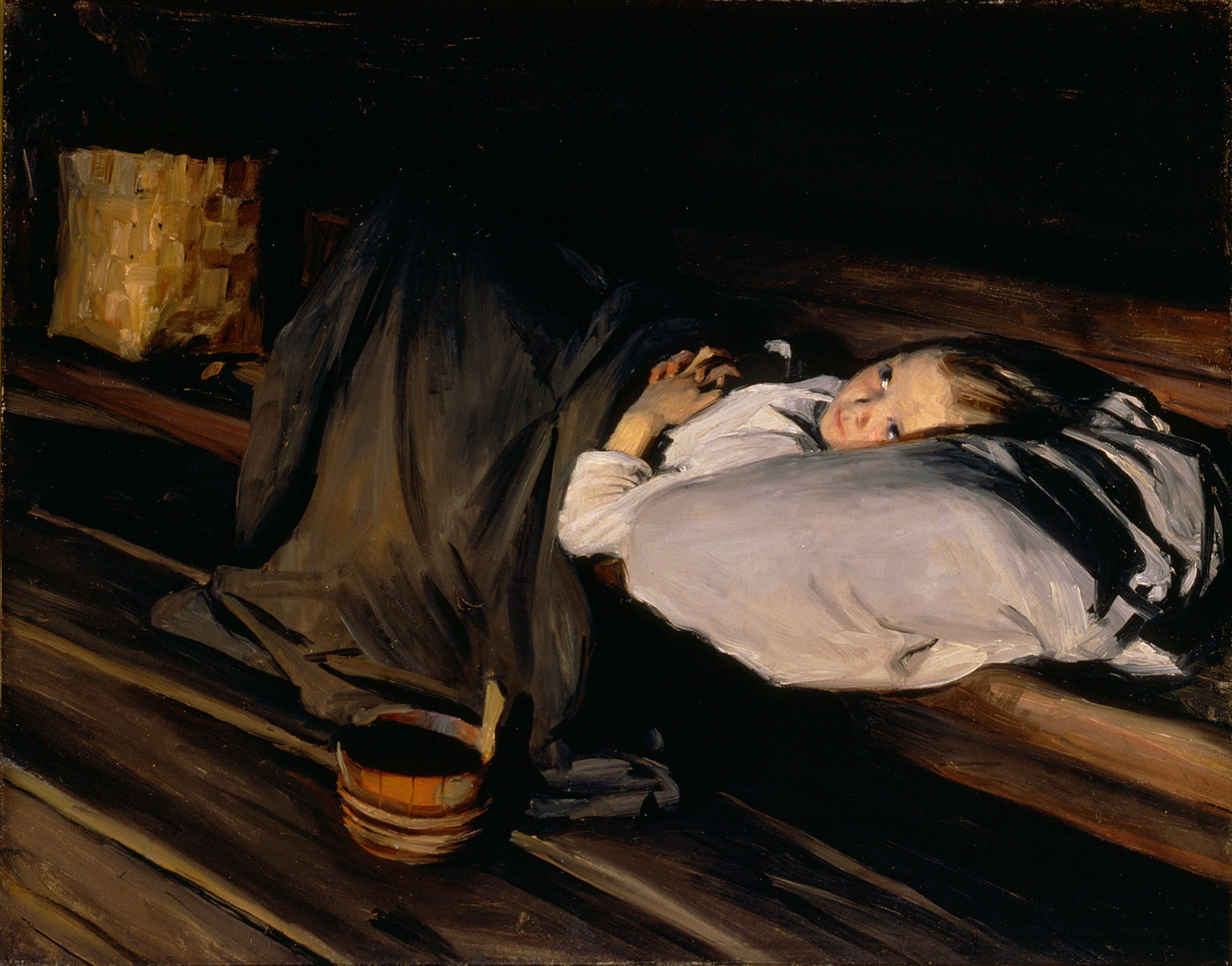
Waise (1895, Ateneum)
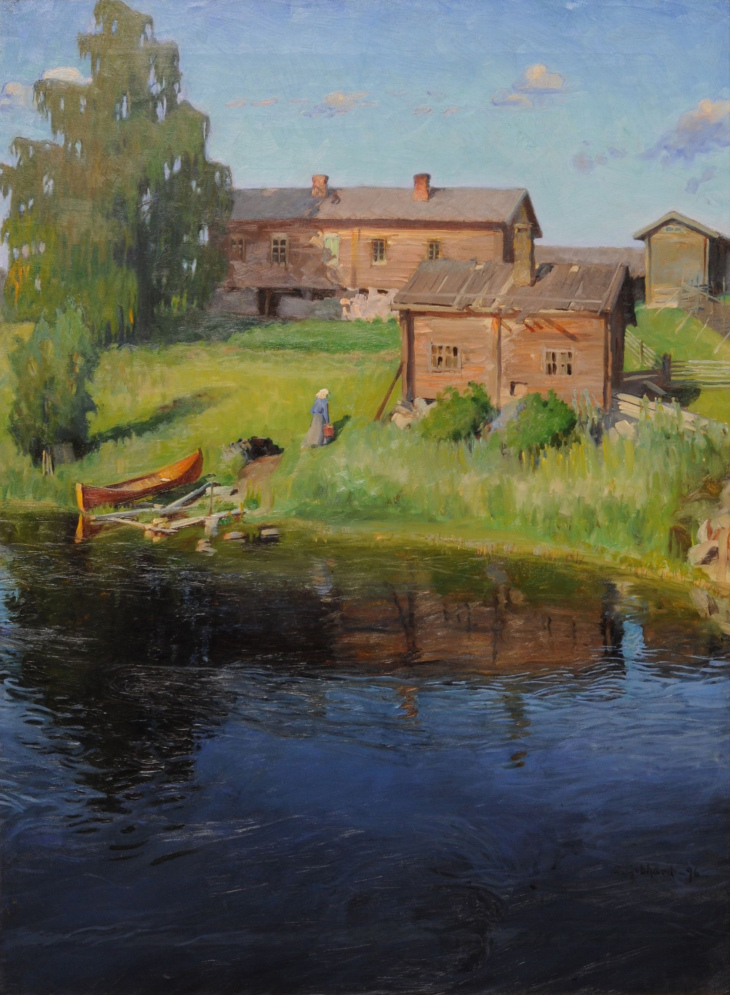
Heimatliches Ufer (1896, Privatsammlung)
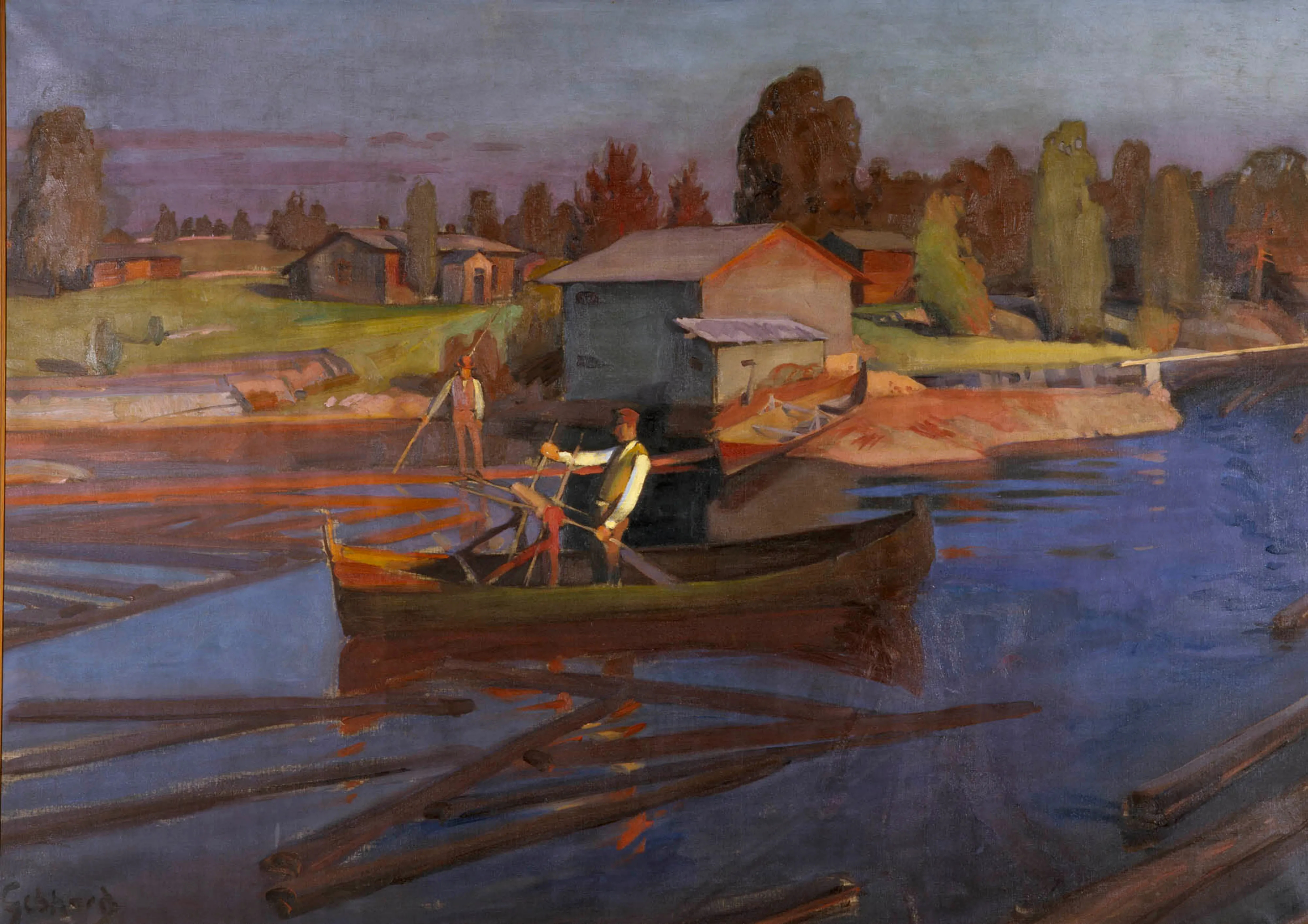
Flößen (1900, Ateneum)
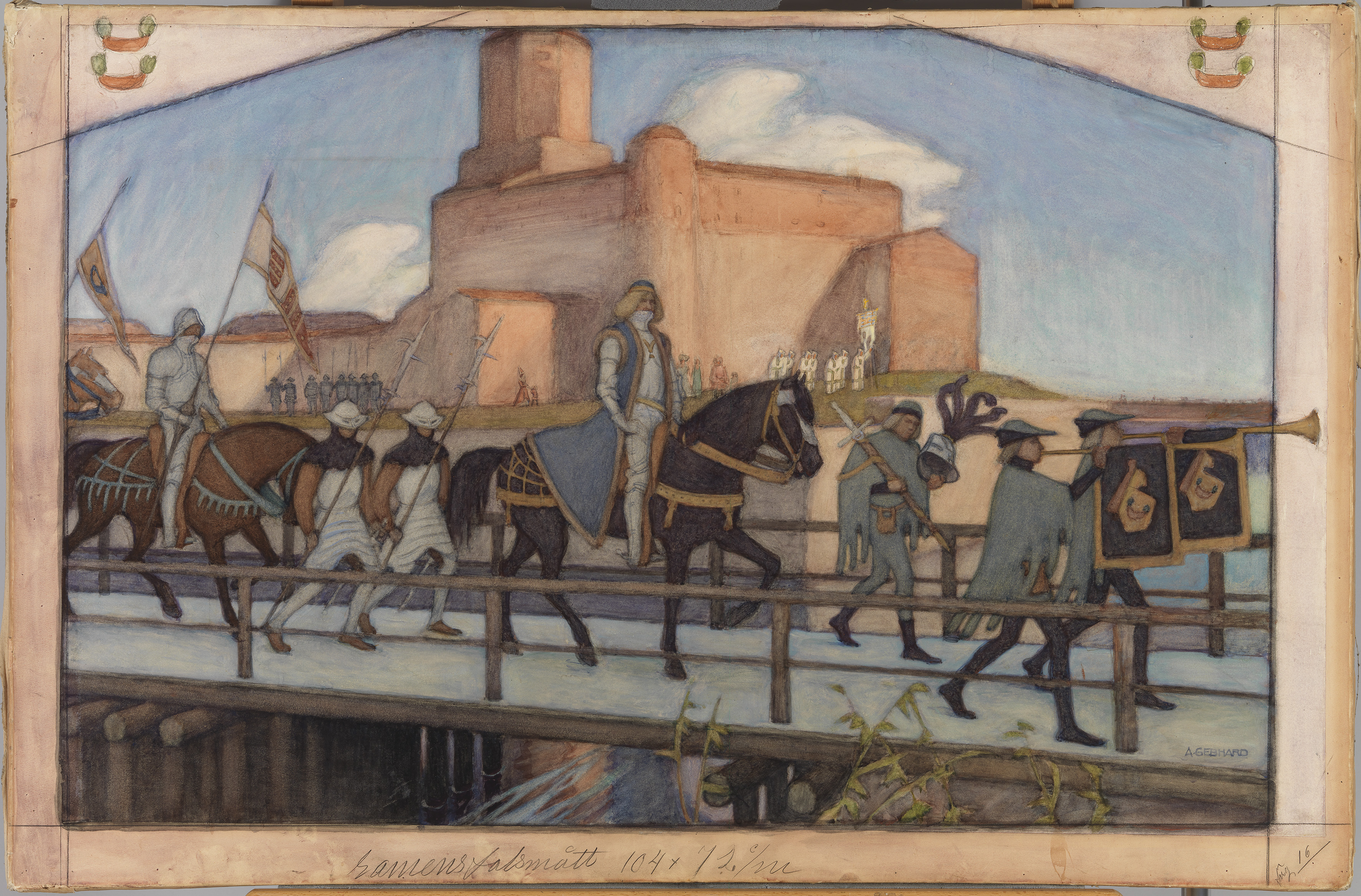
Karl VIII. verlässt Schloss Wyborg (1900–1905, Ateneum)
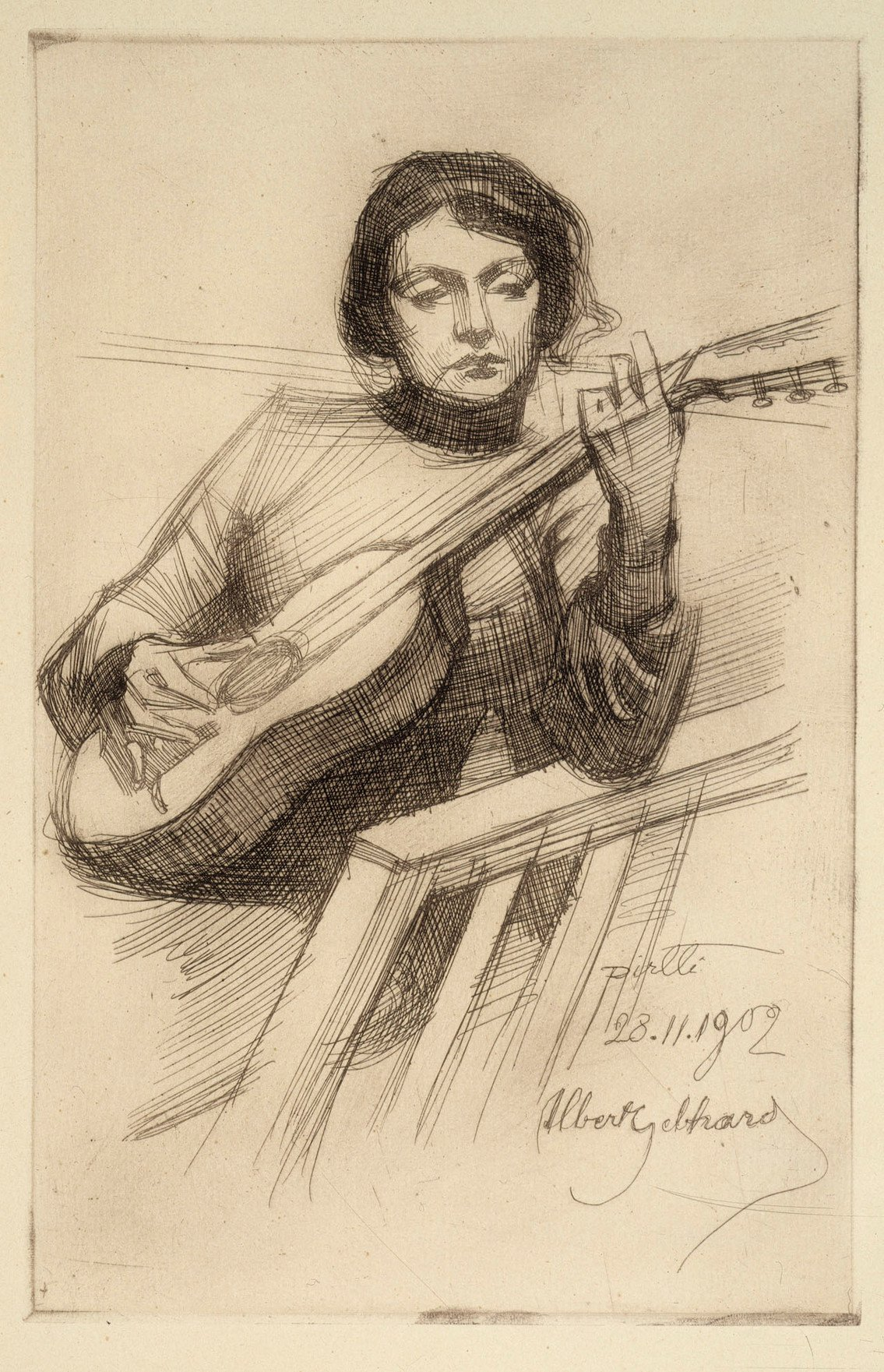
Gitarristin (1902, Finnische Nationalgalerie)
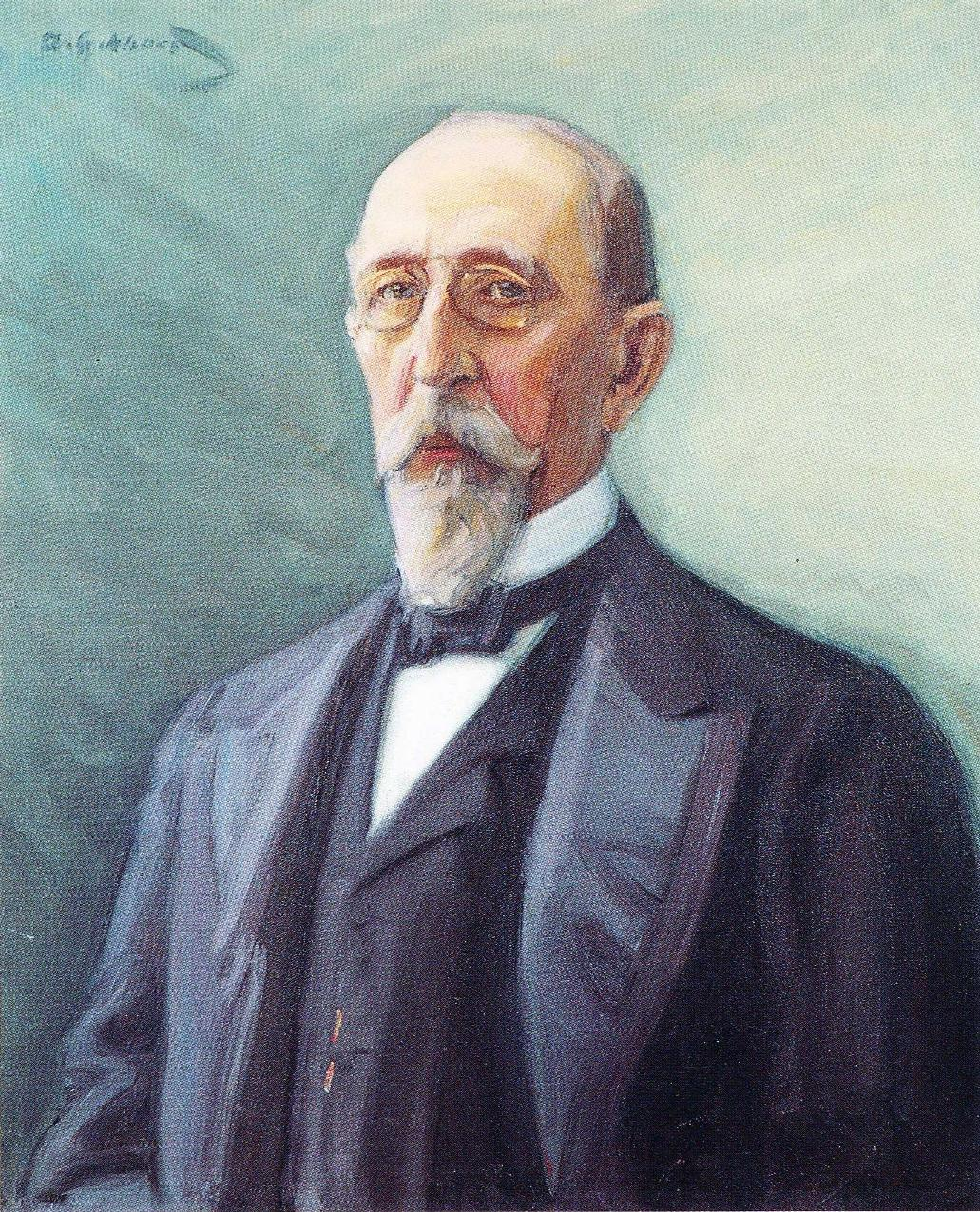
Leo Mechelin (1910, Universität Helsinki)
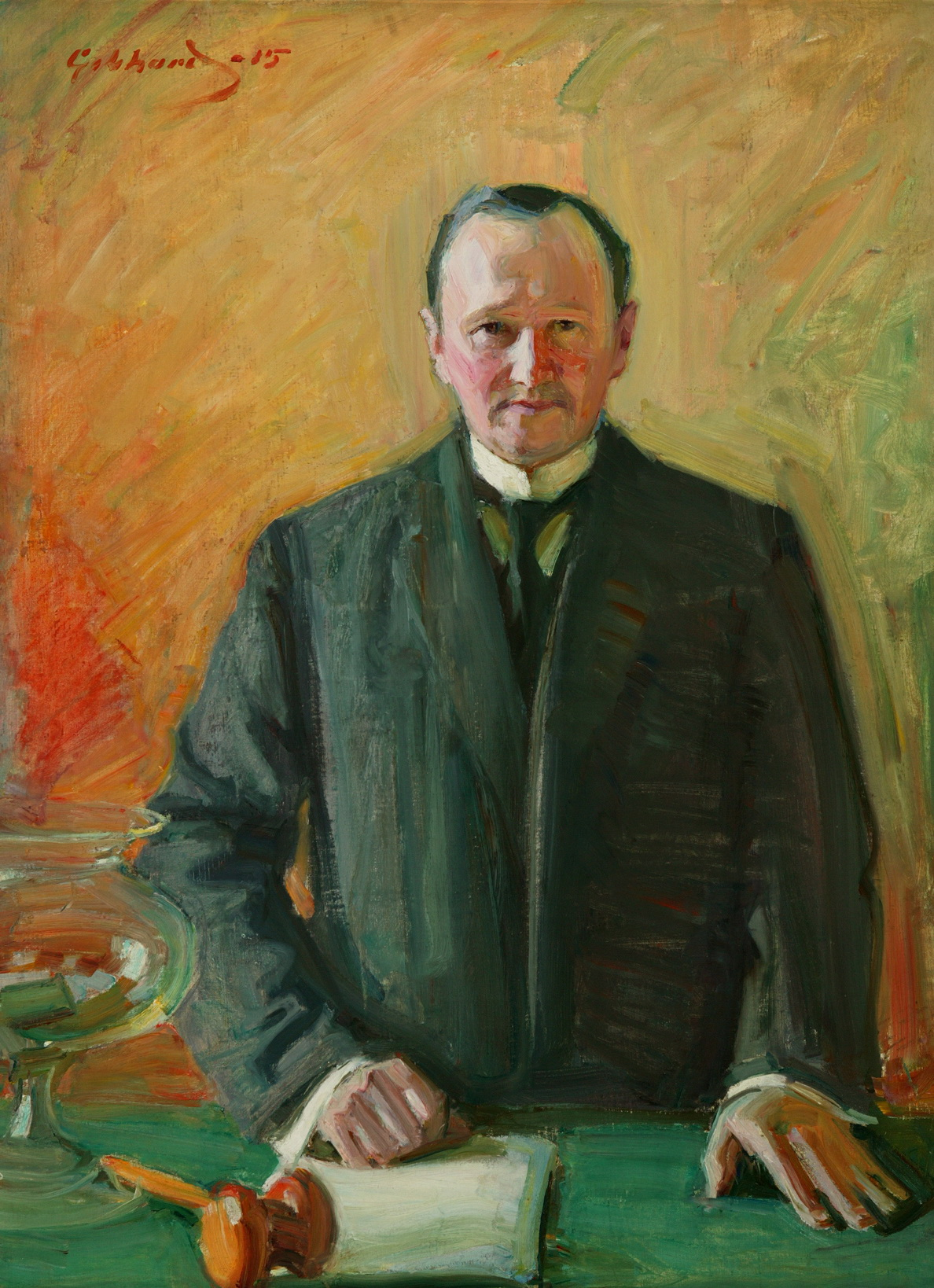
Oskari Tokoi (1915)
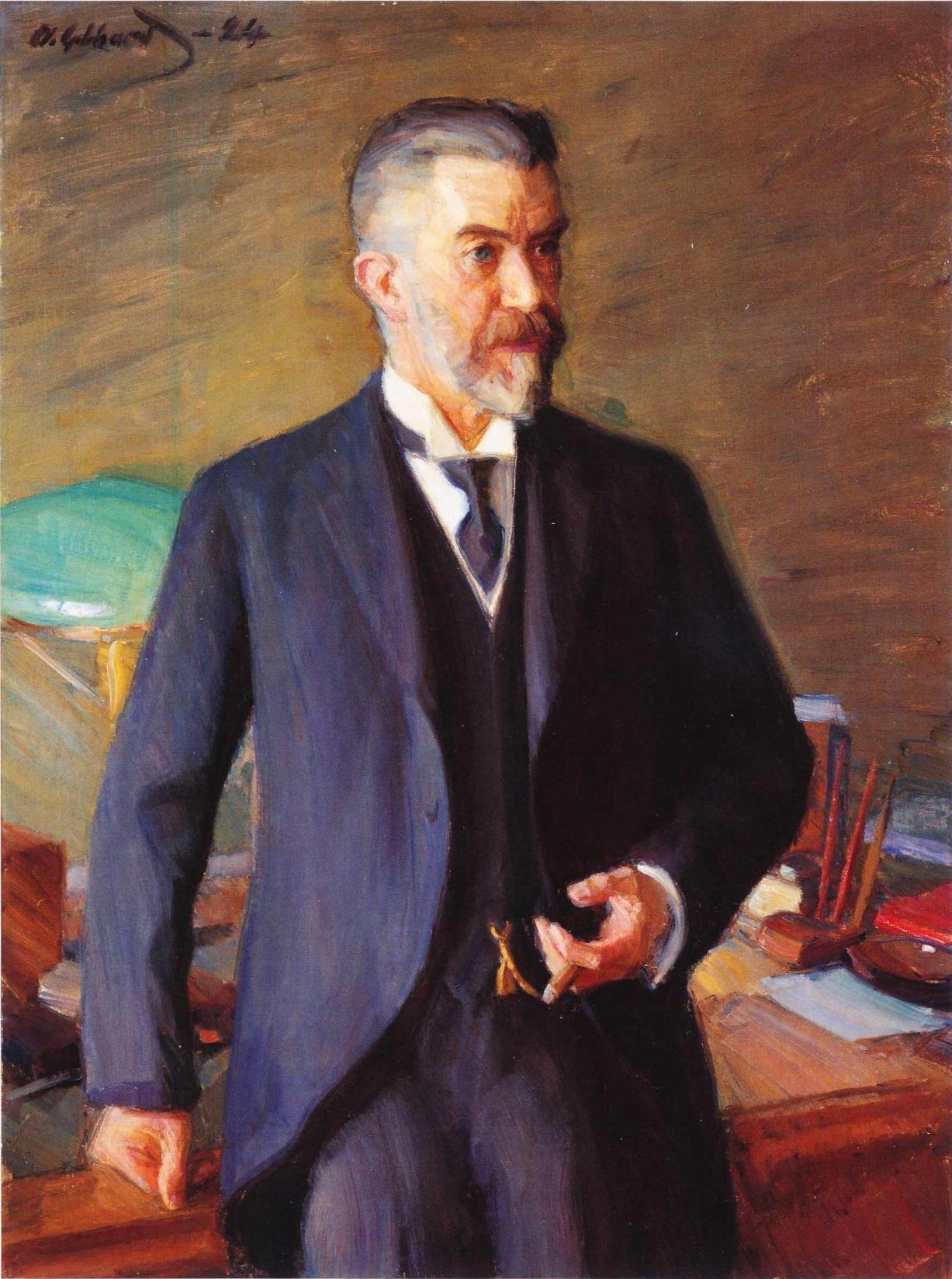
Anders Donner (1924)